# كفر الحدادين
كفر الحدادين إحدى قرى مركز طوخ التابع لمحافظة القليوبية بجمهورية مصر العربية.

## السكان
بلغ عدد سكان كفر الحدادين 4,655 نسمة، حسب الإحصاء الرسمي لعام 2006.